# Tonkrugkühler

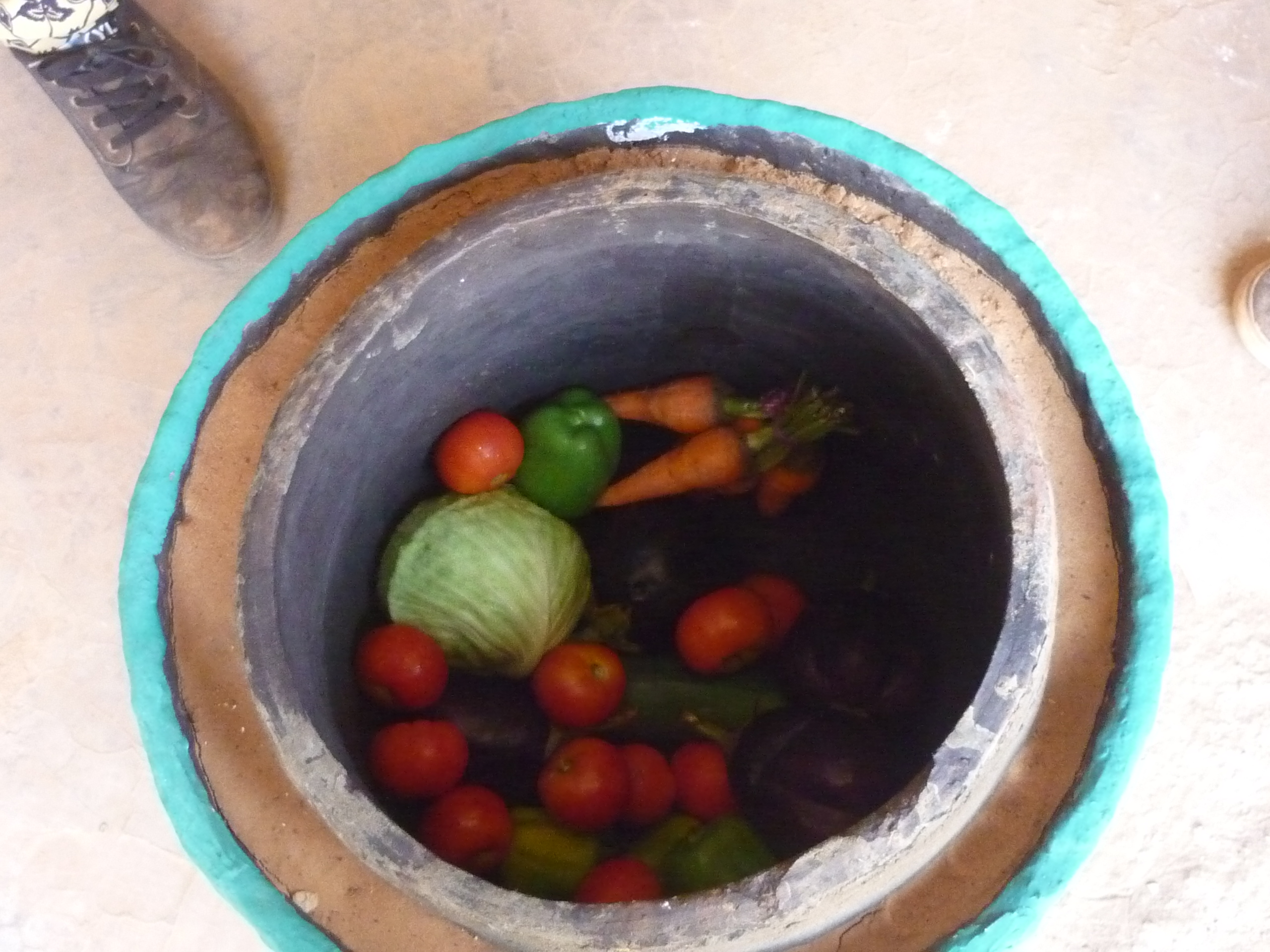
Ein Tonkrugkühler gefüllt mit Gemüse

Der Tonkrugkühler (auch bekannt als Topf in Topf Kühlschrank oder Wüstenkühlschrank) ist eine einfache und günstige Möglichkeit Lebensmittel, vor allem Gemüse und Obst, zu kühlen.
Die Kühlfunktion basiert auf dem Verdunstungsprinzip und benötigt keine Elektrizität. Der Kühlungseffekt ist in trockenem und heißem Klima am höchsten. Diese Bedingungen findet man beispielsweise in einem breiten Gebiet von West- bis Ostafrika, in welchem große Teile der Bevölkerung keine Möglichkeit zur elektrischen Kühlung von Lebensmitteln haben. Mit diesem Kühlsystem, werden in heißem und trockenem Klima wie beispielsweise in Burkina Faso selbst bei Außentemperaturen von über 40 °C, Innentemperaturen zwischen 13 und 22 °C erreicht. Mit dem Tonkrugkühler sind Lebensmittel um ein Mehrfaches länger haltbar als bei einer Lagerung ohne Kühlung.

## Funktionsprinzip

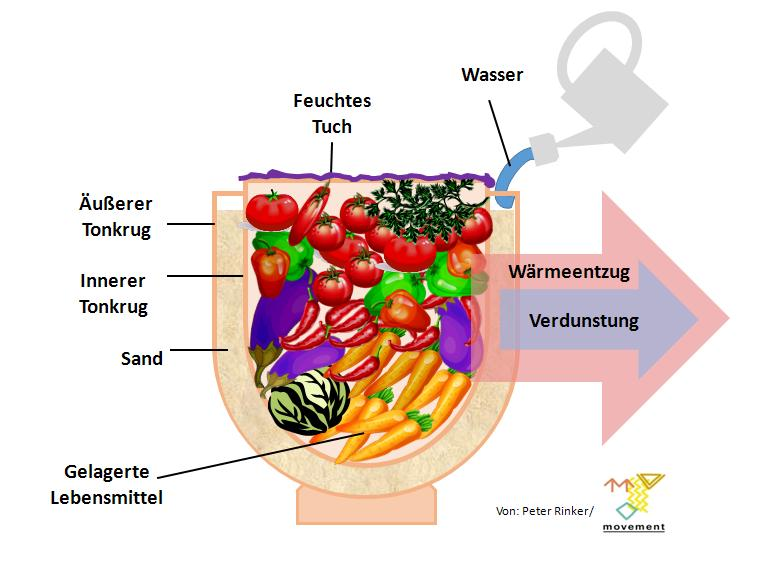
Aufbau und Funktionsprinzip eines Tonkrugkühlers

Grundlage für die Kühlung mit dem Tonkrugkühler ist das Prinzip der Verdunstungskühlung: Bei der Verdunstung von Wasser wird Energie benötigt, die in Form von Wärmeenergie der Umgebungsluft entzogen wird, dies führt zu einer Absenkung der Lufttemperatur.
Der Tonkrugkühler nutzt dieses Prinzip durch eine relativ einfache Konstruktion aus zwei Tonkrügen und Sand. Ein kleiner Tonkrug wird in einem großen Tonkrug platziert und der Zwischenraum mit grobem Sand aufgefüllt. Der Sand im Zwischenraum wird bewässert und der Tonkrugkühler mit einem feuchten Tuch oder Deckel verschlossen. Aufgrund der Porosität von gebranntem Ton kann das Wasser durch den Tonkrug diffundieren und an der Außenseite des großen Tonkrugs verdunsten, dadurch wird dem Inneren des kleinen Tonkrugs Energie entzogen und somit die Temperatur gesenkt.

## Historie
Der Tonkrugkühler wurde in den 1990er Jahren von dem nigerianischen Hochschullehrer Mohammed Bah Abba, der aus einer Töpferfamilie im Norden Nigerias stammt, erfunden. Dieses Prinzip war jedoch schon den alten Griechen bekannt. Durch Abbas Organisation, Mobah Rural Horizon, wurden im Norden Nigerias bis zum Jahre 2010 schon über 100.000 Tonkrugkühler in Umlauf gebracht (Oluwasola/UNDP: 2011). Da die Nutzung des Tonkrugkühlers eine ganze Reihe an positiven Effekten mit sich bringt wurde die Idee dieser Kühlungsmöglichkeit schon von einigen Organisationen in anderen Ländern aufgenommen z. B. Practical Action im Sudan, Humanity First in Gambia und Movement e. V. in Burkina Faso.

## Positive Effekte durch Nutzung des Tonkrugkühlers

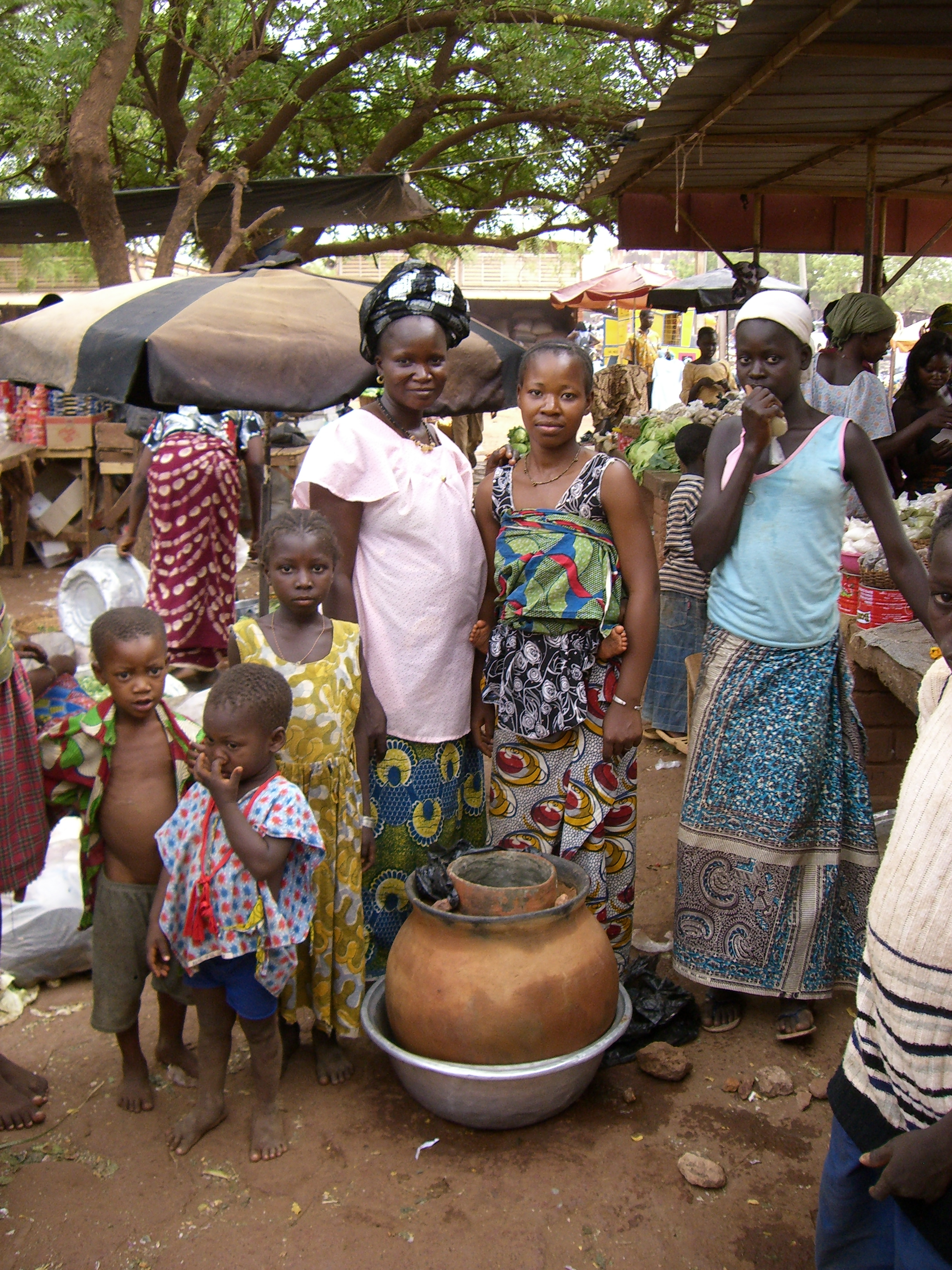
Gemüseverkäuferinnen mit einem Tonkrugkühler auf dem Markt von Ouahigouya, Burkina Faso

Die Nutzung des Tonkrugkühlers ist mit einer ganzen Reihe von positiven Effekten verbunden, die allen Beteiligten entlang der Wertschöpfungskette Vorteile bringen können:
- Erhöhung der Nahrungsmittelsicherheit durch die verlängerte Lebensdauer von Lebensmitteln und der Vermeidung von Lebensmittelabfällen.
- Finanzielle und zeitliche Einsparungen für den Nutzer durch seltener notwendige Einkäufe und weniger Lebensmittelabfälle.
- Arbeit für lokale Töpferinnen, die die Tonkrüge mit lokalen Materialien herstellen.
- Die harte Arbeit für die Produktion von gewöhnlichen Tonkrügen bringt nur sehr geringe Erträge. Je nach Auslegung des Geschäftsmodells kann die Produktion von Tonkrügen für den Tonkrugkühler zu einer Einkommenssteigerung in den Töpferfamilien beitragen.
- Vermeidung von Krankheiten durch den Verzehr ungenießbarer Lebensmittel
- Längere Haltbarkeit der Produkte verlangsamt den Preisverfall von Obst und Gemüse und erhöht somit das Einkommen von Gemüseverkäuferinnen.
- Erhöhung der zeitlichen Flexibilität beim Verkauf von Lebensmitteln, was bei starker Verbreitung, wie im Norden Nigerias, zu einer höheren Schulbesuchsrate unter den oft minderjährigen Gemüseverkäuferinnen führte.[1]